# واريغان (كونيتيكت)
واريغان (بالإنجليزية: Wauregan, Connecticut)‏ هي منطقة تاريخية في الولايات المتحدة وأماكن مخصصة للتعداد تقع في الولايات المتحدة في كونيتيكت.